# Gerwasia cundinamarcensis
Gerwasia cundinamarcensis är en svampart som först beskrevs av Mayor, och fick sitt nu gällande namn av Buriticá 1994. Gerwasia cundinamarcensis ingår i släktet Gerwasia och familjen Phragmidiaceae.   Inga underarter finns listade i Catalogue of Life.